# Марковићева кућа у Гроцкој
Марковићева кућа у Гроцкој је подигнута средином 19. века као сеоска стамбени објекат на периферији варошице. Представљала је непокретно културно добро као споменик културе. Налазила се у улици Хајдук Станка 16 у Гроцкој. Срушена је осамдесетих година 20. века.
Кућа је припадала типу тзв. старије моравске куће, квадратне основе, са три просторије и угаоног архитравно обликованог трема. Кућа је зидана у бондручној конструкцији са испуном од ћерпича (у неким изворима тврди се да је испуна била од чатме) и покривена је четворосливним ћерамидним кровом. Марковићева кућа у Гроцкој својим архитектонским и етнографским квалитетима доприносила општој валоризацији руралног наслеђа, како Гроцке тако и београдске околине у целини.
Због изградње нове куће, власник ју је срушио средином осамдесетих година 20. века.